# A.C. Chalkis
El A.C. Chalkis (en griego antiguo: Αθλητικός Όμιλος Χαλκίς, transliterado "Atleticós Ómilos Chalkís", en castellano: Atlético Club de Calcis), también conocido como A.C. Chalkida (griego moderno: Α.Ο. Χαλκίδα) Atlético Club de Calcidia, o simplemente Calcidia, es un club de fútbol de El Calcis, es la capital de la isla de Eubea en Grecia, que forma parte de la sociedad polideportiva Chalkida. Fue fundado en 1967.

## Historia

### Antes de la fusión
El AC Chalkis se fundó en 1967 tras la fusión de dos de los clubes más grandes de la ciudad, Olympiakos Chalkida y Evrypos FC, que en ese momento competían en la Segunda División de Grecia.
Debido a una ley de la dictadura de los Coroneles que gobernaba Grecia desde abril de 1967, dicta que los clubes deportivos que tenían su sede en la misma ciudad se veían obligados a fusionarse entre sí. Como resultado, Olympiakos Chalkida y Evrypos se fusionaron en el verano de 1967 y el club resultante se llamó AC Chalkis para representar a la ciudad de Chalkis en su conjunto.

### AC Chalkis
En la siguiente temporada (1967-68) y la primera después de la fusión, Chalkis terminó 1º en el Grupo Norte de la Beta Ethniki y fue ascendido a la Primera División de Grecia por primera vez. Descendieron inmediatamente después de una temporada, ya que terminaron 17º en la temporada 1968-69, penúltimos solo detrás de AEL Limassol.
Hasta 1989, el equipo compitió en los campeonatos Beta y Gamma Ethniki, sin repetir el éxito de su primera temporada, aunque ganó 2 campeonatos Gamma Ethniki en 1977 y 1987. De 1989 a 1996, el equipo solo compitió en Gamma y Delta Ethniki, y de 1996 a 2003 solo en la Delta Ethniki.

### Declive
En 2003, el AC Chalkis regresó a los campeonatos nacionales después de siete años, participando en la temporada 2003-04 del Gamma Ethniki y terminando 11.º. Aunque había terminado en una posición segura en la mitad de la tabla, el equipo se encontraba en una crisis financiera; resultando en la rescisión de contrato de todo el plantel y negociaciones con posibles inversores se cayeron. Después de que una fusión planeada con el club local Doxa Prokopiou no se implementara, Chalkia decidió retirarse de todos los campeonatos, permanecer inactivo durante un año y reaparecer en las ligas locales de la Asociación de Clubes de Fútbol de Evia para la temporada 2005-06.
El AC Chalkis terminó primero en la División A1 de Evia y fue ascendido al Delta Ethniki en 2010. El club también ganó la Copa Amateur de Evia seis veces y terminó como subcampeón una vez, siendo su última victoria en 2012.